# Michael Sandel
Michael J. Sandel, född 5 mars 1953 i Minneapolis, Minnesota, är en amerikansk filosof, författare och professor på Harvards universitet.
Sandel är framförallt känd för Harvardkursen Justice som var universitetets första kurs fritt tillgänglig online och på tv. Den har setts av tiotals miljoner människor runt om i världen, inklusive i Kina, där Sandel utsågs av China Newsweek till 2011 års "mest inflytelserika utländska figur".
År 2002 valdes Sandel in i American Academy of Arts and Sciences. Filosofiskt står Sandel nära kommunitarismen. 
Sandel tjänstgjorde i George W. Bush-administrationens presidentråd för bioetik 2002–2005.

## Verk i urval
- 2020 – The Tyranny of Merit: What's Become of the Common Good?[4][5]
- 2012 – What Money Can't Buy: The Moral Limits of Markets ISBN 978-0-374-20303-0
- 2009 – Justice: What's the Right Thing to Do? ISBN 978-0-374-18065-2
- 2007 – Justice: A Reader, Oxford University Press ISBN 978-0-19-533512-5
- 2007 – The Case against Perfection: Ethics in the Age of Genetic Engineering ISBN 978-0-674-03638-3
- 2006 – Public Philosophy: Essays on Morality in Politics ISBN 978-0-674-02365-9
- 1998 – Liberalism and the Limits of Justice ISBN 978-0-521-56741-1
- 1998 – Democracy's Discontent: America in Search of a Public Philosophy ISBN 978-0-674-19745-9